# Kostel svatého Mikuláše v Tolmačích
Kostel svatého Mikuláše v Tolmačích (rusky Храм Святителя Николая в Толмачах, Chram Svjatitělja Nikolaja v Tolmačach) je ruský pravoslavný kostel a muzeum, které je součástí Treťjakovské galerie v Moskvě. Je zde uloženo několik náboženských relikvií a ikon, z nichž nejvýznamnější je ikona Vladimirské Bohorodičky.
První zmínka o kostele pochází z roku 1625, kdy to byl dřevěný kostelík. Od té doby byl několikrát přestavěn a restaurován. Pod komunistickým režimem byl v roce 1929 uzavřen a stal se zanedbaným skladištěm umění. Liturgický provoz byl obnoven poté, co byla v roce 1993 uzavřena dohoda mezi Moskevským patriarchátem a galerií.